# دوین رید
دوین رید (انگلیسی: Duane Reade) شرکت داروسازی آمریکایی است، که در سال ۱۹۶۰ توسط آبراهام کوهن تأسیس شد.